# Racko – Ein Hund für alle Fälle
Racko – Ein Hund für alle Fälle ist eine Kinderserie, die vom Bayerischen Rundfunk für die ARD produziert wird. Die erste Folge wurde am 10. März 2019 in der ARD ausgestrahlt. Seither wurden 26 Folgen in zwei Staffeln im Fernsehen gezeigt und in der ARD-Mediathek veröffentlicht.

## Handlung
Florian Wiesner ist zwölf Jahre alt und lebt mit seiner Mutter Eva in Leipzig. Überraschend erbt er von seinem Großvater, den er nie kennengelernt hat, einen Bauernhof in Oberbayern, mitsamt dem dazugehörigen Hund Racko. Während weder Florian noch seine Mutter anfänglich etwas mit dem Bauernhof anzufangen wissen, entsteht von Beginn an eine Freundschaft zwischen dem Jungen und dem Hund. Die Familie zieht nach Hollerberg auf den Hof und mit Rackos Hilfe fasst Florian allmählich Fuß in der neuen Umgebung. Der Bauunternehmer Joseph Angerer versucht unterdessen mit dem Bürgermeister an Florians Erbe zu kommen: Sie möchten den Bauernhof abreißen und stattdessen ein modernes Hotel errichten. Dafür lassen sie nichts unversucht, doch sie scheitern letzten Endes immer wieder am kindlichen Widerstandsgeist von Florian und seinem neuen besten Freund Racko.

## Entstehung
Die Hauptrolle des Florian Wiesner wird von den beiden Zwillingen Leon und Lino de Greiff gespielt. Joline Letizia Schwärzler verkörpert Florians beste Freundin Fee. Seit der zweiten Staffel komplettiert Niko Jungmann als Sebastian den Kinder-Hauptcast. Tierdarsteller für den Hund „Racko“ ist der Schäferhundmischling Chewakka. Zum Ensemble gehören Ines Hollinger als Eva, Monika Manz als Theres, Siegfried Terpoorten als Angerer, Eva-Maria Reichert als Sophia, Andreas Tobias als Martin, Angelika Sedlmeier als Martha, David Wurawa als Pfarrer, Sarah Bauerett als Lehrerin Frau Stettner sowie seit der zweiten Staffel Markus Brandl als Roman Gruber.
In einzelnen Episodenhauptrollen traten unter anderem Gerd Lohmeyer, Amanda da Gloria, Norbert Heckner und Christof Arnold auf.
Drehorte für das fiktive Hollerberg waren im oberbayerischen Frauenried sowie in Miesbach, am Schliersee und in Fischbachau.

## Preise
2023 gewann Racko – Ein Hund für alle Fälle den Publikumspreis beim Deutschen Hörfilmpreis.